# Radomka (přírodní rezervace)
Radomka je přírodní rezervace v oblasti Prešov.
Nachází se v katastrálním území obce Giraltovce a Matovce v okrese Svidník v Prešovském kraji. Území bylo vyhlášeno či novelizováno v roce 1988 na rozloze 15,5402 ha. Ochranné pásmo nebylo stanoveno.